# Signal (aplicació de missatgeria)
Signal (anteriorment TextSecure) és una aplicació de missatgeria instantània i trucades, lliure i de codi obert, amb èmfasi en la privadesa i la seguretat. Pot ser utilitzada per enviar i rebre SMS, MMS i missatges de dades encriptades. Per defecte, l'aplicació encripta la base de dades de missatges en el dispositiu de l'usuari, així com tots dos extrems de la comunicació, amb l'objectiu de protegir tots els missatges que s'envien a altres usuaris. Abans de novembre de 2015, l'aplicació utilitzava el nom TextSecure, que només permetia la missatgeria instantània. Juntament amb el nou nom, es va incorporar la funcionalitat de trucades de l'aplicació RedPhone.

## Prestacions

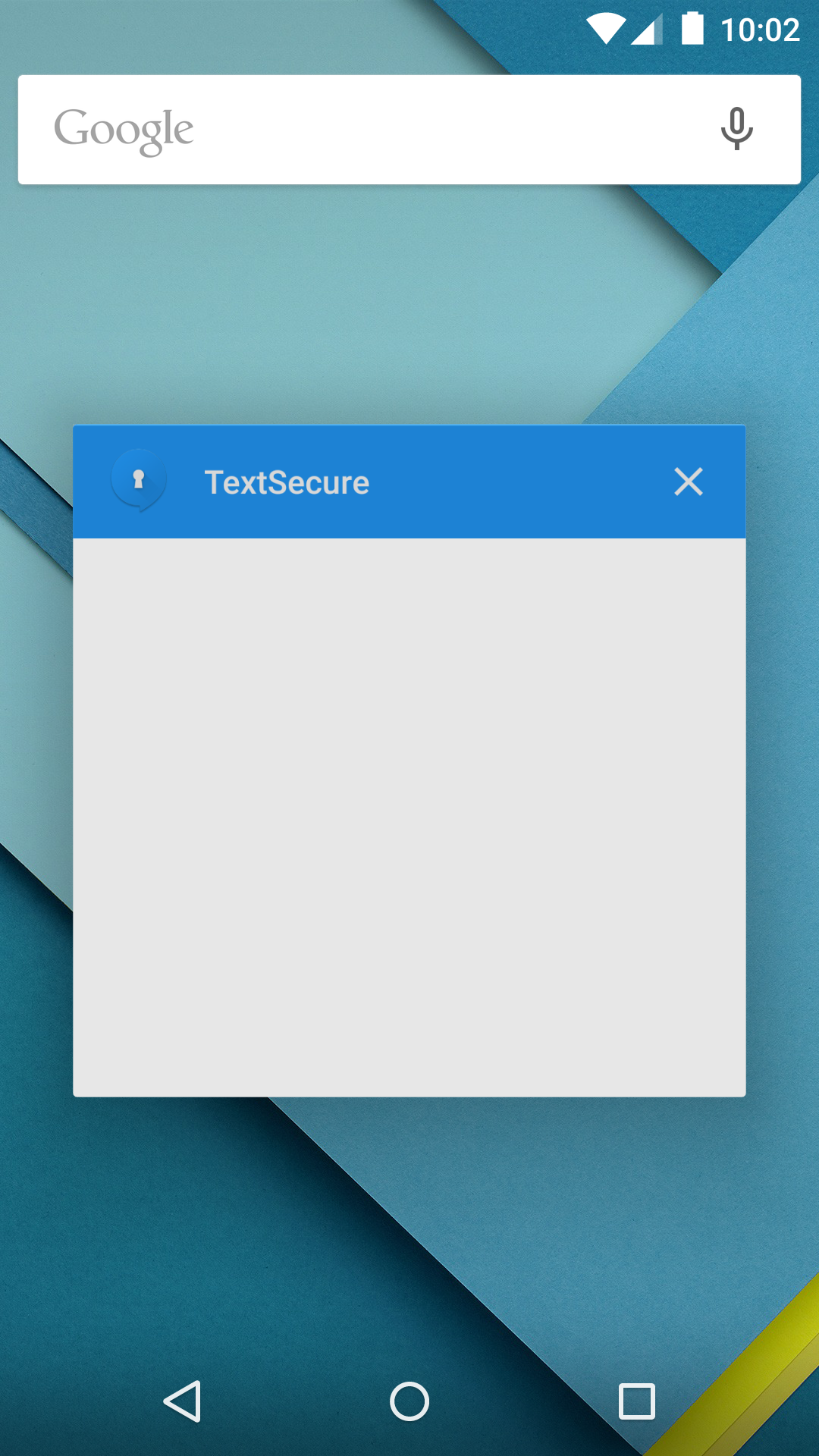
L'aplicació evita la captura de pantalla per defecte, com una mesura de privadesa.

Signal permet als usuaris enviar missatges de text, documents, imatges, vídeos i informació de contacte a través de Wi-Fi, 3G o LTE a altres usuaris que posseeixin la mateixa aplicació, representant una alternativa als SMS tradicionals per a posseïdors de telèfons intel·ligents que executin Android 2.3 o posterior.
El programa pot utilitzar SMS o MMS convencionals per comunicar-se amb altres usuaris que no ho tinguin instal·lat. Aquests missatges es poden identificar segons el color. Si la bombolla de text és verd, el missatge s'ha enviat per missatgeria convencional, mentre que si és blava, s'ha enviat a través de la xarxa de dades.
Per defecte, Signal enviarà els missatges a través de la xarxa de dades sempre que sigui possible. Això significa que si l'usuari envia el missatge a un altre usuari de l'aplicació, no hi ha costos addicionals per aquest missatge (només és una transferència de dades com qualsevol altra). Si la connexió de dades no està disponible, el programa enviarà els missatges via SMS/MMS. Aquestes opcions poden modificar-se en la configuració, si es desitja que el programa només enviï missatges a través de la xarxa de dades i mai per missatgeria convencional.
L'aplicació encriptarà automàticament totes les converses mantingudes amb altres usuaris registrats. En la interfície, els missatges encriptats es mostren amb la icona d'un pany. Els arxius multimèdia o altres adjunts també s'encriptaran. Sense importar si els missatges es van enviar o no a un altre usuari, Signal pot emmagatzemar els missatges en una base de dades encriptada, dins del dispositiu local, si l'usuari activa l'opció d'utilitzar una contrasenya. També permet als usuaris establir converses per grups, que s'encriptaran automàticament i es transmetran a través de la xarxa de dades, sempre que tots els participants siguin usuaris registrats de l'aplicació.
Open Whisper Systems garanteix que no té accés al contingut dels missatges, per la naturalesa del servei. A més, posa a disposició el codi font complet, tant per al client com per al servidor, en el lloc web GitHub. Això permet que qualsevol persona interessada pugui examinar el codi i ajudar els desenvolupadors, per millorar el programa i verificar que funcioni correctament. També permet que usuaris més avançats compilin les seves pròpies versions i les comparin amb les distribuïdes per Open Whisper Systems.

## Història

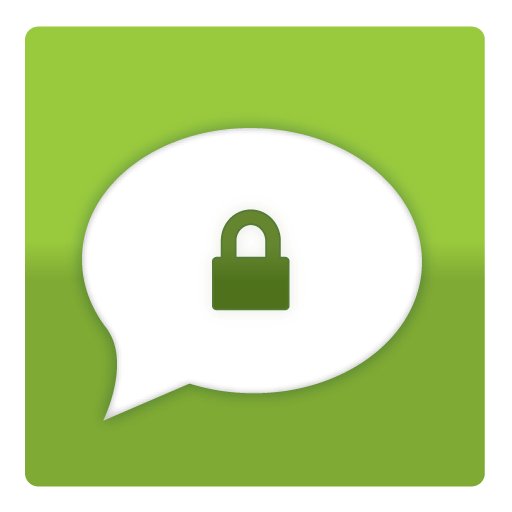
Icona des de maig de 2010 fins a febrer de 2014

L'especialista en seguretat informàtica Moxie Marlinspike i l'especialista en robòtica Stuart Anderson van cofundar Whisper Systems el 2010. A més de llançar TextSecure al maig d'aquest any, l'empresa va llançar RedPhone, una aplicació que permet realitzar trucades de veu encriptades a través de la xarxa de dades. També van desenvolupar un tallafoc i diverses eines per a encriptació de dades.
El 28 de novembre de 2011, Twitter va anunciar l'adquisició de Whisper Systems per una suma que no va transcendir. Un mes després, es va alliberar el codi font de TextSecure sota llicència GPL. Des de llavors, ha estat sota desenvolupament actiu per part de la comunitat i ha tingut diverses versions basades en aquestes aportacions. L'empresa va passar a anomenar-se a partir de llavors Open Whisper Systems, reflectint la naturalesa oberta dels projectes.
Des de març de 2013, es va estar treballant en una versió per a iOS. El setembre del mateix any, es va anunciar que el protocol de TextSecure s'havia integrat reeixidament amb CyanogenMod, tot augmentant la seva base d'usuaris.
En la conferència South by Southwest realitzada al març de 2014 Edward Snowden va donar una xerrada elogiant les aplicacions d'Open Whisper Systems per la seva facilitat d'ús i les seves característiques de seguretat i privadesa. L'octubre d'aquest mateix any, l'Electronic Frontier Foundation (EFF) va incloure TextSecure en una guia de defensa contra la vigilància. El mes següent, TextSecure va rebre de l'EFF la màxima qualificació per a aplicacions segures de missatgeria, juntament amb ChatSecure, Orbot, Cryptocat, RedPhone, Silent Phone i Silent Text.